# Proyecto Scoop
El proyecto Scoop (Scientific Computation Of Optimal Programs) surgió como medida bélica en la Segunda Guerra Mundial, adelantándose a la Unión Soviética, por parte de los norteamericanos, y más concretamente por unos científicos dirigidos por G. B. Dantzig, en 1947. Dicho proyecto lo encargó la Fuerza Aérea del Ejército de los Estados Unidos, y trata de resolver problemas de programación lineal.
Gracias a este proyecto, vio la luz el método simplex, que es el método más conocido de resolución de problemas de programación lineal, y que es aún muy utilizado. Actualmente, debido al crecimiento de la capacidad de cálculo de los computadores, ha permitido el uso de las técnicas desarrolladas en problemas de gran dimensión.